# Cathay Pacific
Pour les articles homonymes, voir Jaja (homonymie) et CPA.
國泰航空
Cathay Pacific (sinogramme traditionnel: 國泰航空公司) (code IATA : CX ; code OACI : CPA) est une compagnie aérienne basée à Hong Kong. Elle dessert près de 200 destinations en Asie, en Amérique du Nord, en Australie, en Europe et en Afrique depuis son hub à l'aéroport international de Hong Kong (HKIA). Elle est considérée comme l'une des meilleures compagnies aériennes au monde, et est élue compagnie aérienne de l'année quatre fois (en 2003, 2005, 2009 et en 2014). Elle est classée 5 étoiles Skytrax. Cathay Pacific Airways est membre fondateur de Oneworld.

## Histoire

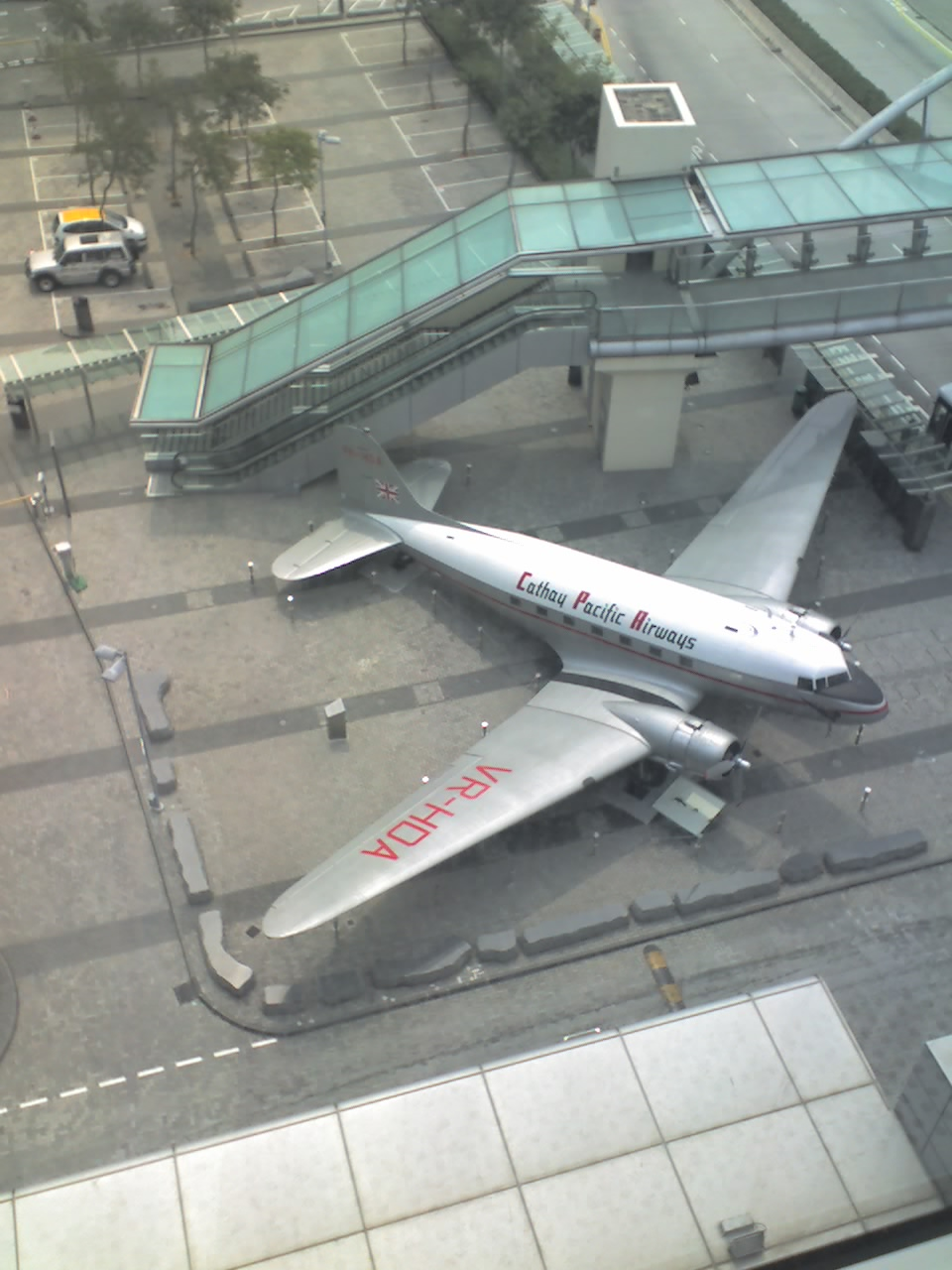
Nikki, réplique du Douglas DC-3 de Cathay Pacific à Cathay Pacific City à Hong Kong.

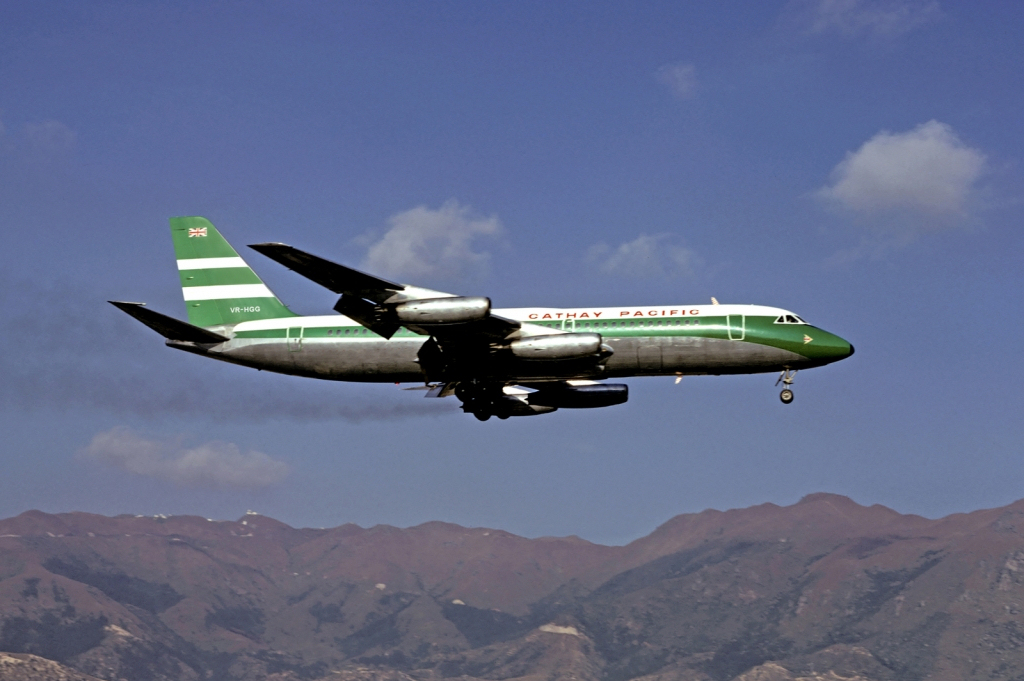
Convair 880 en 1974.

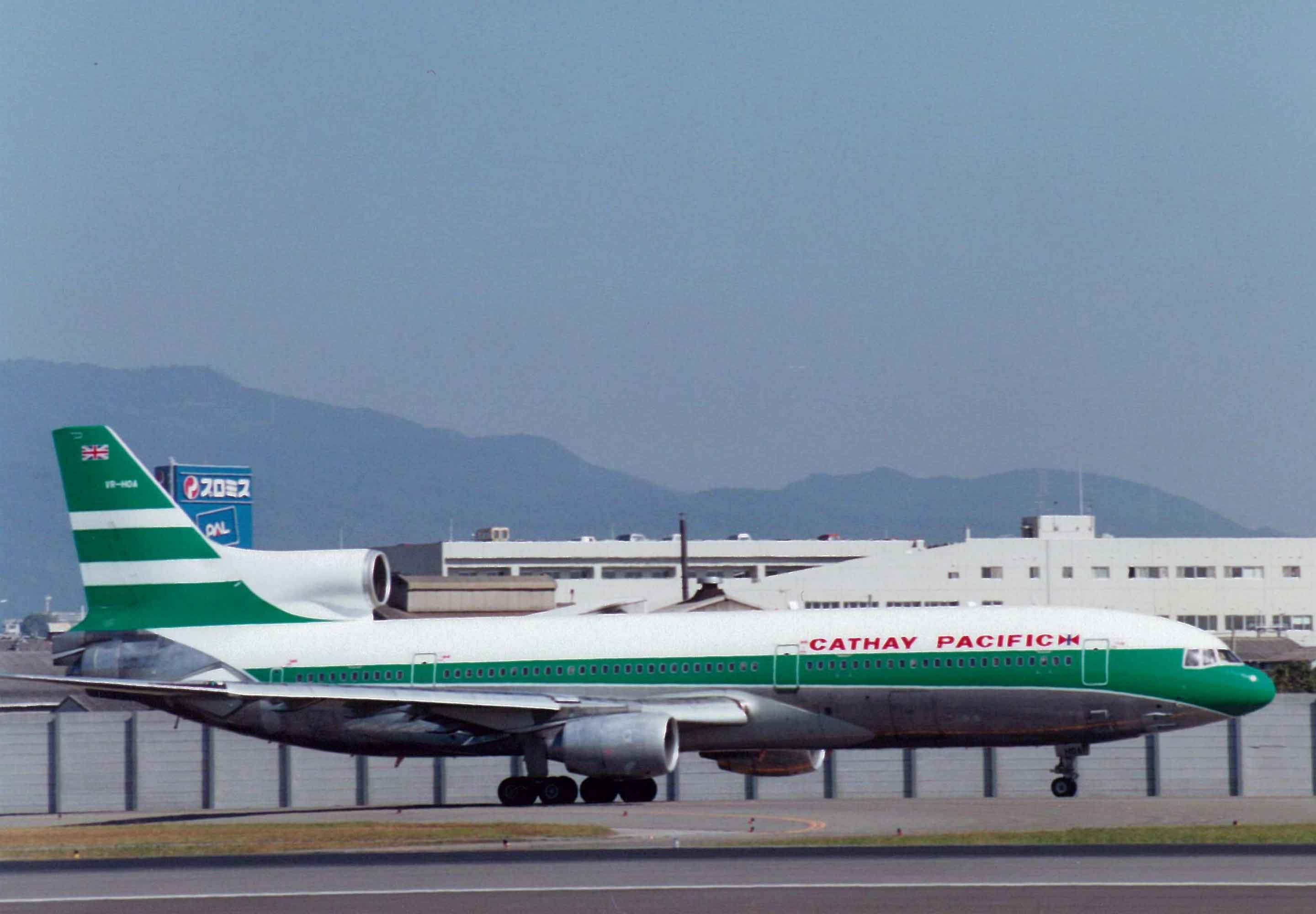
Lockheed L-1011 TriStar en 1990.

L'Américain Roy C. Farrell et l'Australien Sydney H. de Kantzow fondent Cathay Pacific à Hong Kong, le 24 septembre 1946 (Cathay est l'ancien nom sous lequel était connue la Chine en Occident, nom popularisé par Marco Polo). Initialement basés à Shanghai, les deux hommes d'affaires déménagent finalement à Hong Kong et la nouvelle compagnie commence à voler avec des  Douglas vers Manille, Bangkok, Singapour et Shanghai. L'expansion est rapide et en 1948, elle est classée parmi les compagnies les plus profitables à la bourse de Hong Kong, ainsi la  Butterfield & Swire (aujourd'hui connue comme Swire Group) achète 45 % des parts de la compagnie.
Le 23 juillet 1954, un DC-4 de la Cathay Pacific est abattu (en) par deux chasseurs Lavotchkine La-11 de la République populaire de Chine au large de la côte de l'île de Hainan faisant 10 morts à bord.
Les années 1960, représentent le début véritable de Cathay Pacific. Entre 1962 et 1967, son chiffre d'affaires augmente en moyenne à 20 % par année. Elle commence à voler vers Ōsaka, Fukuoka et Nagoya, au Japon. En 1964, dix-huit ans après sa création, elle transporte son millionième passager. Au début des années 1970, Cathay Pacific commence à utiliser la dernière technologie avec réservation informatique ainsi que les simulateurs de vols. En 1973, elle transporte un million de passagers annuellement. Le premier Boeing 747 de Cathay Pacific arrive à Hong Kong à la mi-1979 et à la fin de cette année-là, cette dernière est autorisée à voler vers Londres. Ajoutant d'autres Boeing 747 à sa flotte, elle commence ses vols vers l'Europe ainsi que l'Amérique du Nord. Les années 1980 furent une décennie spectaculaire pour l'industrie aérienne. Avec le boom de l'économie mondiale, hommes d’affaires, touristes, Fret et cargo, voyagent plus que jamais. Durant cette décennie, Cathay Pacific inaugure plusieurs destinations mondiales ; Londres, Brisbane, Francfort, Vancouver, Amsterdam, Rome, San Francisco, Paris, Zurich et Manchester. Au milieu des années 1990, elle rajeunit sa flotte pour des investissements majeurs de neuf milliards de dollars américains.

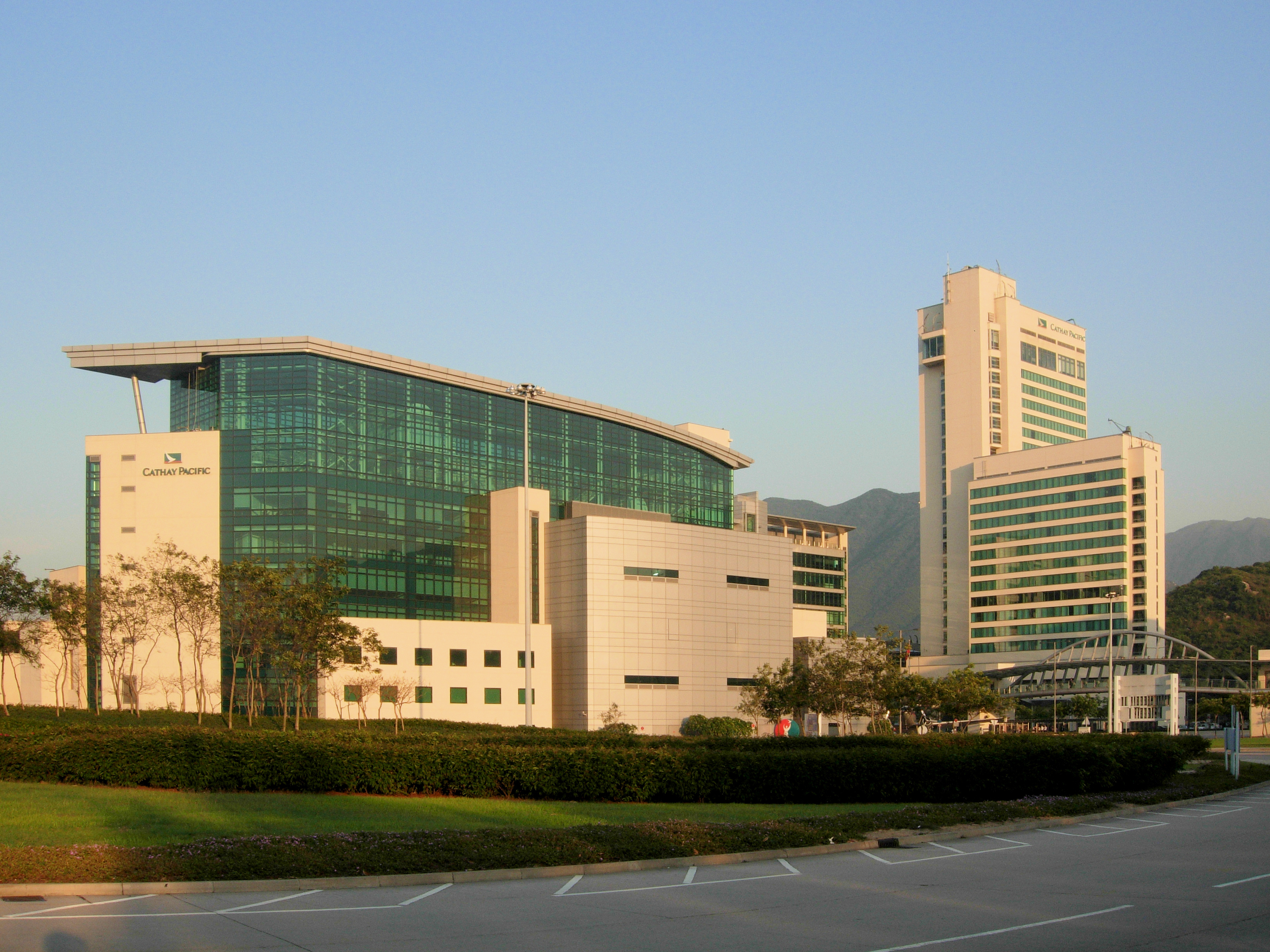
Cathay Pacific City, le siège social de Cathay Pacific à l'aéroport international de Hong Kong.

À la mi-1999, Cathay Pacific inaugure son nouveau siège social, Cathay City. En 2000, elle réalise des profits de 5 milliards HK$. En décembre 2003, Cathay Pacific recommence ses vols vers Pékin. Un peu plus tard, elle commence ses vols vers Xiamen ainsi que ses vols cargo vers Shanghai. En 2005, elle est nommée compagnie aérienne de l'année par Skytrax. En 2006, elle célèbre son 60e anniversaire. Le 28 septembre 2006, Cathay Pacific achète Cathay Dragon, cette dernière est désormais une filiale du Groupe Cathay Pacific. Par la même occasion, Cathay Pacific et Air China se rapprochent et achètent l'une comme l'autre 17,5 % des parts de chacune. L'activité cargo de Cathay Pacific est importante, pour cela, un nouveau terminal cargo devrait ouvrir mi-2011 au coût de 4,8 milliards HK$.
Cathay Pacific poursuit le renouvellement de sa flotte qui compte 148 appareils et continue à prendre livraison de nouveaux Boeing 777-9X et Airbus A350-900 et 1000.
La livraison du 1er A350-900 est intervenue au 1er semestre 2016.
La livraison du 1er A350-1000 est intervenue au second semestre 2018.
À horizon 2019, le groupe sera à même d’opérer l’une des plus jeunes et des plus économiques flotte d’appareils gros porteurs passagers au monde[réf. nécessaire].
Le 1er novembre 2015, Cathay Pacific présente sa nouvelle livrée.
À la fin de l'année 2023, l’âge moyen de la flotte long-courrier est de moins de 11 ans.
En août 2024, la compagnie aérienne annonce une commande de 30 Airbus A330-900, avec une option pour 30 appareils supplémentaires afin de renforcer sa flotte et de retrouver ses capacités de transport de passagers d'avant la crise COVID,.

## 2017-2019 Transformation
Sous sa nouvelle direction, la compagnie aérienne a commencé à transformer son activité après deux années consécutives de pertes. La stratégie est axée sur 5P - Lieux (places), avions (planes), produit (product), personnel et productivité, afin de trouver de nouvelles sources de revenus, d'offrir davantage de valeur à ses clients et d'améliorer l’efficacité et la productivité.
La compagnie aérienne a restructuré son organisation pour être plus agile et plus rapide dans la prise de décision, ainsi que pour répondre aux besoins des clients. Elle a également lancé 13 nouvelles liaisons depuis 2017, introduit de nombreux changements dans son service, notamment le retour des repas chauds sur la route la plus fréquentée entre Hong Kong et Taipeii, et a conçu un menu comprenant des plats typiques de Hong Kong servis dans toutes les cabines et a réorganisé sa proposition de service Business Class afin d’offrir davantage de choix, plus de personnalisation, une meilleure présentation et une qualité améliorée de ses offres de repas et de boissons.
La compagnie aérienne a également beaucoup investi dans d'autres offres, telles qu'un site Web amélioré, des salons nouveaux ou rénovés sur son réseau, avec le premier studio de yoga dans un salon d'une compagnie aérienne, au The Pier - Business au hub de Hong Kong. Le Wi-Fi en vol a été introduit en 2017 et sera disponible sur l'ensemble de sa flotte d'ici 2020.
En février 2019, la compagnie a émis une alerte de profit à la Bourse de Hong Kong indiquant qu’elle devrait réaliser un bénéfice de 2,3 milliards de HK$ pour l'année fiscale 2018, résultat des premiers succès de sa stratégie de transformation.

## Affaires institutionnelles et communications
Le siège social de Cathay Pacific, Cathay City, est situé à l'aéroport international de Hong Kong.
La compagnie a adopté une approche plus réaliste dans les relations publiques dans le cadre de sa stratégie de transformation depuis 2017. Sa façon intelligente, proactive et avec humour de communiquer de nouveaux produits et de répondre aux problèmes a souvent été hautement saluée par la presse comme "relations publiques divines".

## Réactions aux manifestations de 2019 à Hong Kong
En août 2019, dans le contexte des manifestations à Hong Kong, des salariés de l'entreprise soutiennent l'opposition au gouvernement de Pékin, ce qui déclenche de fortes tensions avec les autorités chinoises,. Sous pression politique, sortant de deux années financièrement difficiles et très dépendante économiquement du marché chinois, Cathay Pacific licencie 4 des membres de son personnel, dont 2 pilotes, et affiche officiellement un soutien ferme au gouvernement de Hong Kong. Le 16 août, le directeur général Rupert Hogg et le responsable commercial et clientèle Paul Loo démissionnent, le président John Slosar restant en poste. La compagnie consent aussi à communiquer à la Direction générale de l’aviation chinoise la liste de ses personnels navigants traversant la Chine ou y atterrissant, Pékin se donnant le droit de les refuser en cas de soutien aux manifestations. Ce type d'information avait déjà été demandé par la Direction générale de l'aviation chinoise début août, mais Rupert Hogg y aurait répondu par une liste ne contenant que son nom, ce geste lui valant a posteriori une reconnaissance jusqu'à Taïwan.
En difficulté financière à cause de la pandémie du Covid-19, Cathay Pacific demande en février 2020 à ses employés de prendre trois semaines de congés sans solde. En 2021, Cathay Pacific a considérablement réduit ses pertes par rapport à 2020, réalisant même des bénéfices au cours des six derniers mois. Cathay Pacific rouvre sa ligne Paris-Hong Kong le 2 mai 2022, travaillant activement à la reprise d'un plus grand nombre de vols avec 3 départs de Paris-CDG les 2, 18 et 28 mai.

## Destinations
- Adélaïde
- Brisbane
- Melbourne-Tullamarine
- Perth
- Sydney-K. Smith
- Toowoomba Wellcamp (en)
- Manama-Bahreïn
- Dacca-Shah Jalal
- Bruxelles-National
- Phnom Penh
- Toronto (Pearson)
- Vancouver
- Pékin-Capitale
- Chengdu-Shuangliu
- Chongqing-Jiangbei
- Shanghai-Pudong
- Xiamen-Gaoqi
- Zhengzhou
- Paris-Charles de Gaulle
- Francfort
- Hong Kong (HUB)
- Madras (Chennai)
- Delhi-Indira Gandhi
- Hyderabad-R. Gandhi
- Calcutta-N. S. C. Bose
- Bombay-Chhatrapati-Shivaji
- Denpasar-Bali
- Djakarta-S.-Hatta
- Surabaya-Juanda
- Dublin
- Tel Aviv - Ben Gourion
- Milan-Malpensa
- Rome Léonard-de-Vinci/Fiumicino
- Nagoya-Chūbu
- Osaka-Kansai
- Shin-Chitose
- Tokyo-Haneda
- Tokyo-Narita
- Penang
- Malé Velana
- Guadalajara-M. Hidalgo y Costilla
- Mexico-B. Juárez
- Amsterdam
- Auckland
- Mactan-Cebu
- Manille-N. Aquino
- Singapour-Changi
- Johannesbourg OR Tambo
- Séoul-Incheon
- Barcelone-El Prat
- Madrid-Barajas
- Colombo-Bandaranaike
- Zurich
- Taïwan-Taoyuan
- Bangkok-Suvarnabhumi
- Dubaï Al Maktoum
- Dubaï
- Londres-Gatwick
- Londres-Heathrow
- Manchester
- Anchorage-T.-Stevens
- Atlanta H.-Jackson
- Boston Logan
- Chicago-O'Hare
- Columbus (Rickenbacker Int'l)
- Dallas-Fort Worth
- Houston-George Bush
- Los Angeles
- Miami
- Newark-Liberty
- New York-John F. Kennedy
- Orlando
- Portland
- San Francisco
- Seattle-Tacoma
- Washington-Dulles
- Hanoï-Nội Bài
- Hô Chi Minh Ville (Tân Sơn Nhất)

 En saison : 
- Komatsu
- Christchurch
- Le Cap

 Cargo: 
- Adélaïde
- Melbourne-Tullamarine
- Sydney-K. Smith
- Toowoomba Wellcamp (en)
- Dacca-Shah Jalal
- Phnom Penh
- Toronto (Pearson)
- Vancouver
- Pékin-Capitale
- Chengdu-Shuangliu
- Chongqing-Jiangbei
- Shanghai-Pudong
- Xiamen-Gaoqi
- Zhengzhou
- Paris-Charles de Gaulle
- Francfort
- Madras (Chennai)
- Delhi-Indira Gandhi
- Hyderabad-R. Gandhi
- Calcutta-N. S. C. Bose
- Bombay-Chhatrapati-Shivaji
- Djakarta-S.-Hatta
- Milan-Malpensa
- Osaka-Kansai
- Tokyo-Haneda
- Tokyo-Narita
- Penang
- Guadalajara-M. Hidalgo y Costilla
- Mexico-B. Juárez
- Amsterdam
- Singapour-Changi
- Séoul-Incheon
- Colombo-Bandaranaike
- Zurich
- Bangkok-Suvarnabhumi
- Dubaï Al Maktoum
- Londres-Heathrow
- Manchester
- Anchorage-T.-Stevens
- Atlanta H.-Jackson
- Chicago-O'Hare
- Columbus (Rickenbacker Int'l)
- Dallas-Fort Worth
- Houston-George Bush
- Los Angeles
- Miami
- New York-John F. Kennedy
- Orlando
- Portland
- Hanoï-Nội Bài
- Hô Chi Minh Ville (Tân Sơn Nhất)

## Flotte

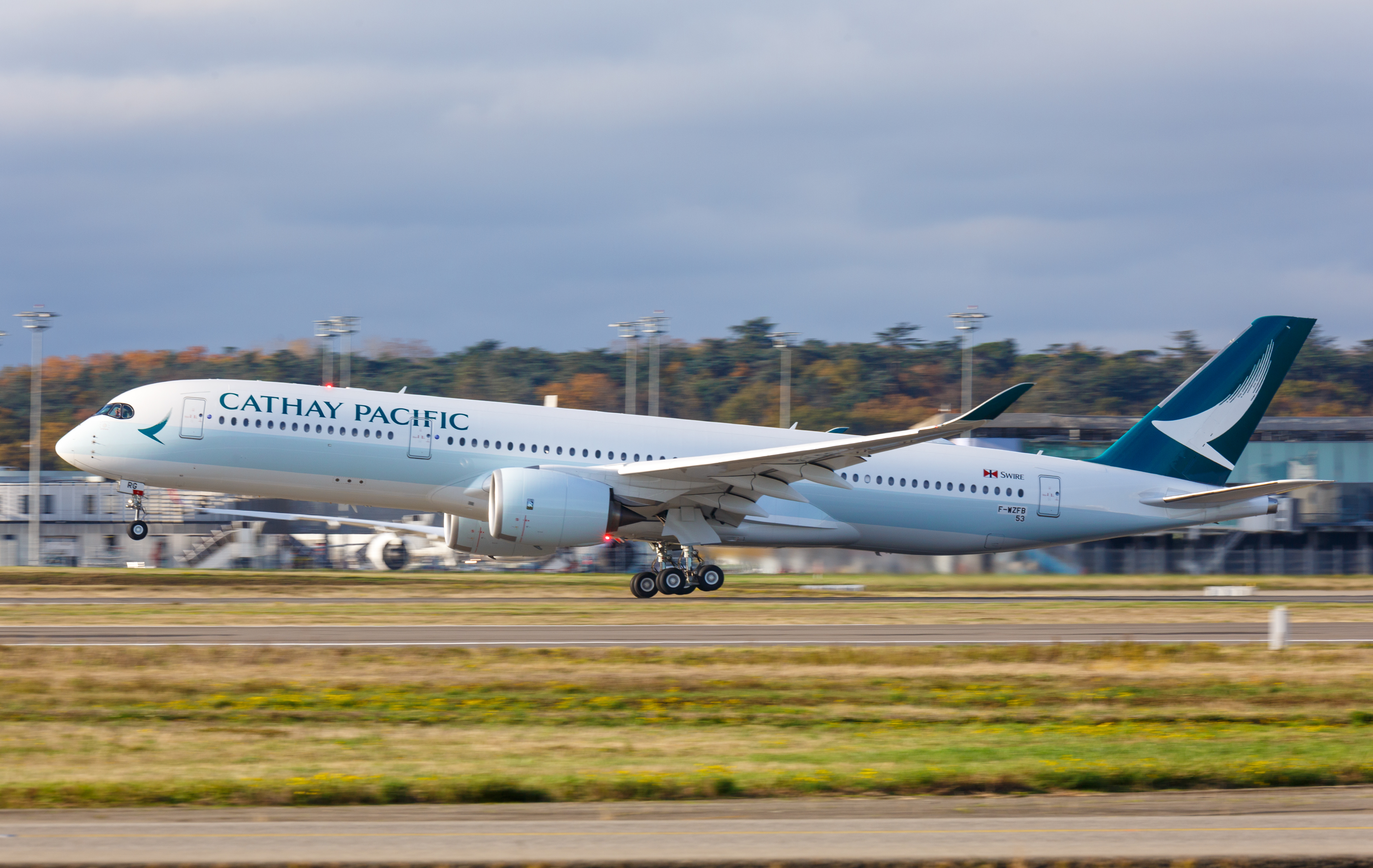
Airbus A350-900 de Cathay Pacific

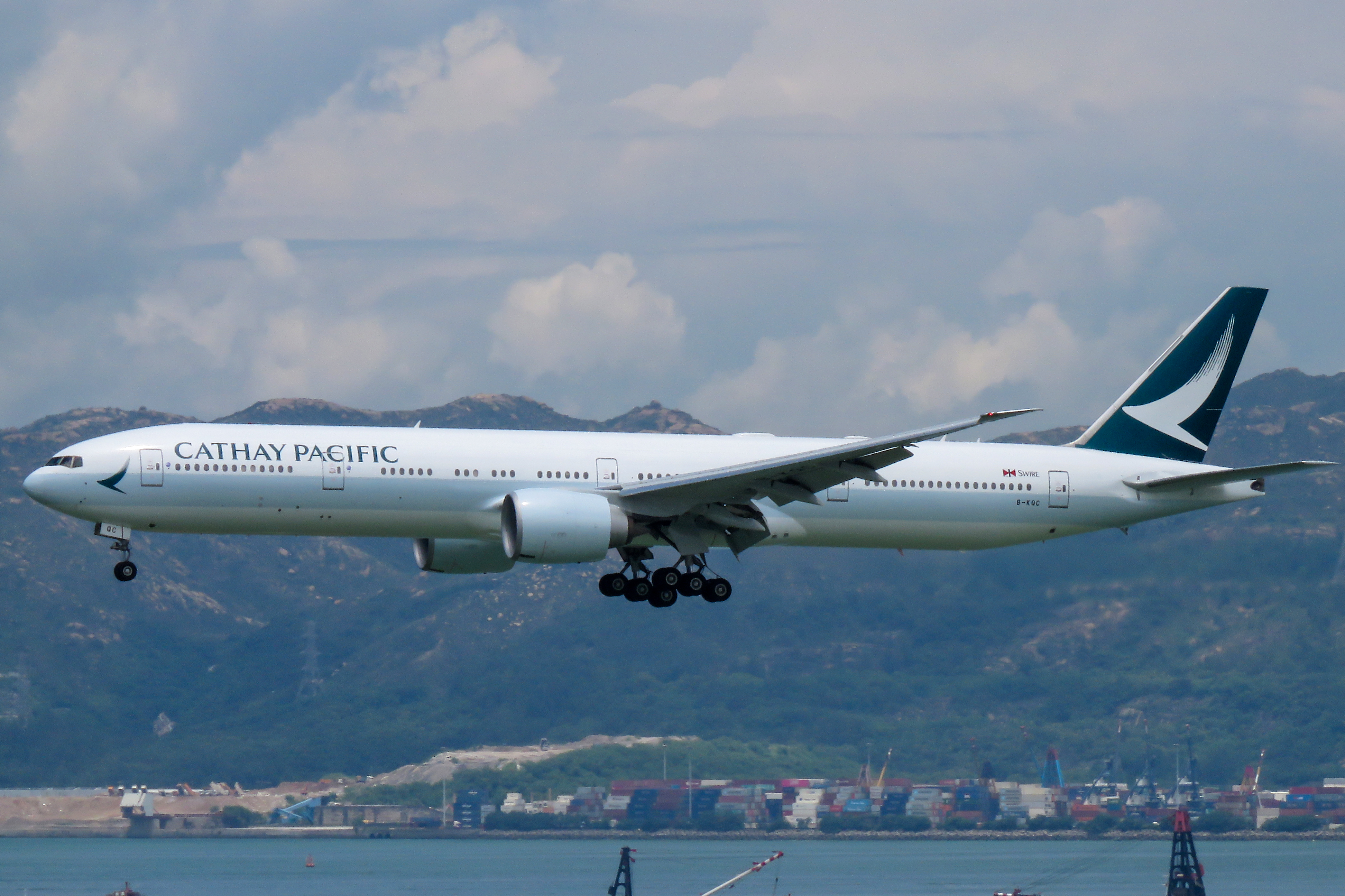
Boeing 777-300ER de Cathay Pacific

En décembre 2024, les appareils suivants sont en service au sein de sa flotte de Cathay Pacific,:
La compagnie dessert plus de 220 destinations dans 53 pays et territoires. L'âge moyen de ses appareils est de 10,5 ans.

## Partenariats
Partage de codes
Cathay Pacific a passé des accords de partage de codes avec les compagnies aériennes suivantes,:
| - Air Astana - Air Canada - Air China - Air New Zealand - Alaska Airlines - American Airlines - Austrian Airlines - Bangkok Airways | - British Airways - Brussels Airlines - Comair - Cathay Dragon - Fiji Airways - Finnair - Flybe - Iberia | - Japan Airlines - JetBlue - LATAM - Lufthansa - MIAT Mongolian - Malaysia Airlines - Philippine Airlines - Qantas | - Qatar Airways - S7 Airlines - Sri Lankan Airlines - Vietnam Airlines - Vueling - WestJet |

Elle propose en France l’offre TGVair de la SNCF. La société a également signé un accord de partage de code avec les opérateurs de bateaux - Cotai Jet, Turbo Jet et CKS, afin de relier les passagers entre Hong Kong et Macao, Zhuhai, Shenzhen, Shekou et Guangzhou dans la région de la grande baie.

## Prix
Cathay Pacific Airways est classée 5 étoiles par Skytrax et a été élue meilleure compagnie aérienne du monde 4 fois, en 2003, 2005, 2009 et 2014.

## Galerie

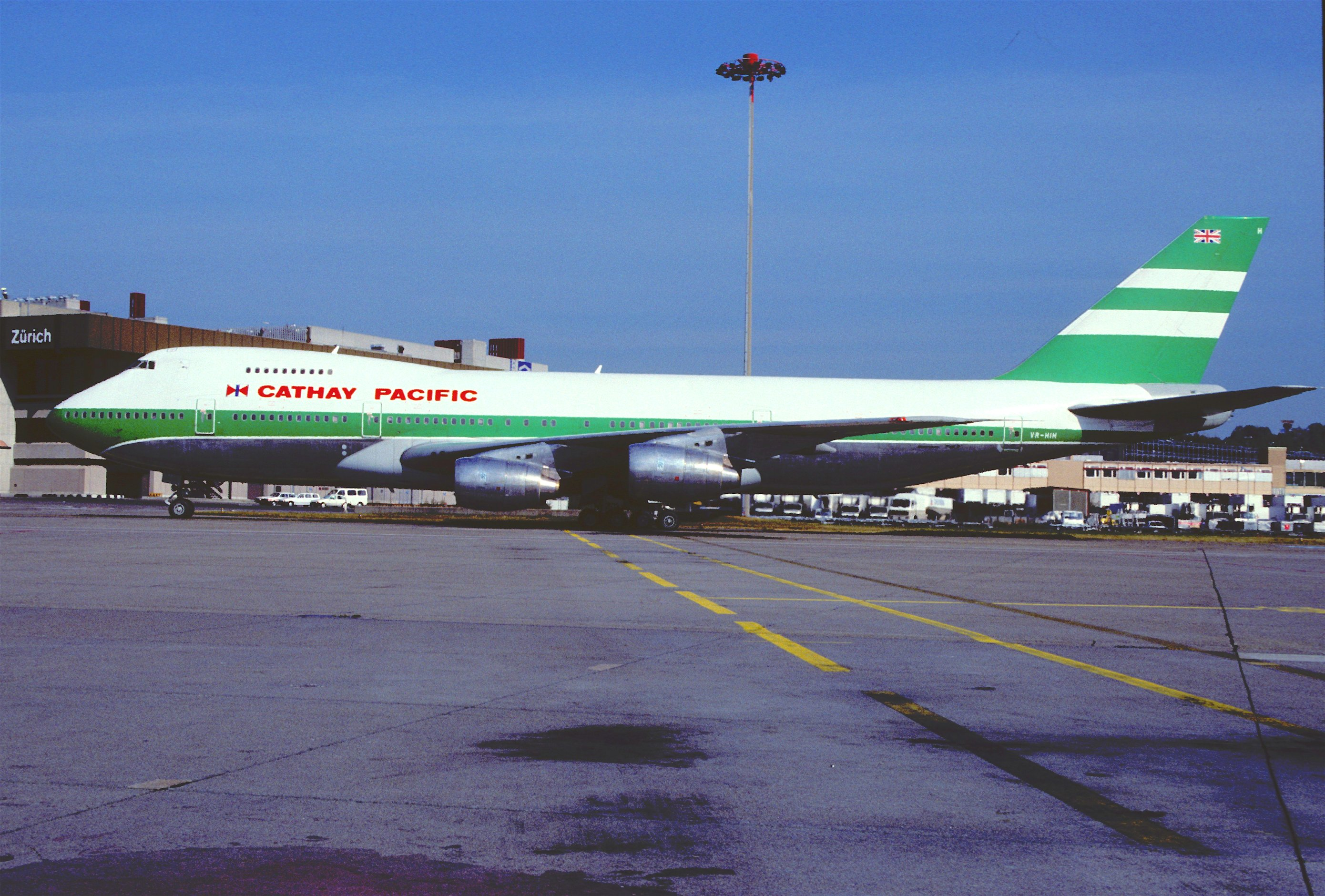
Boeing 747-200 aux anciennes couleurs.
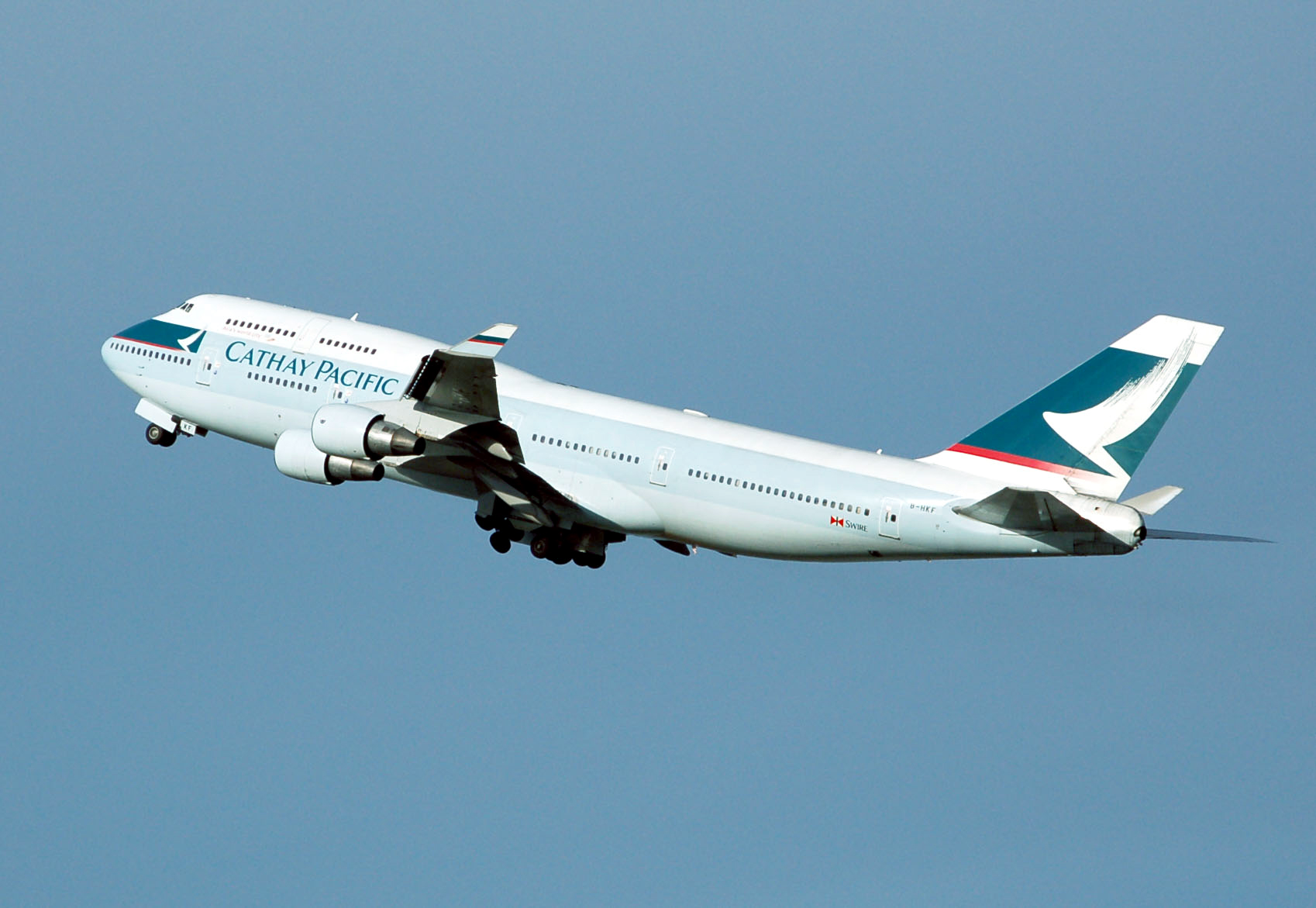
Boeing 747-400
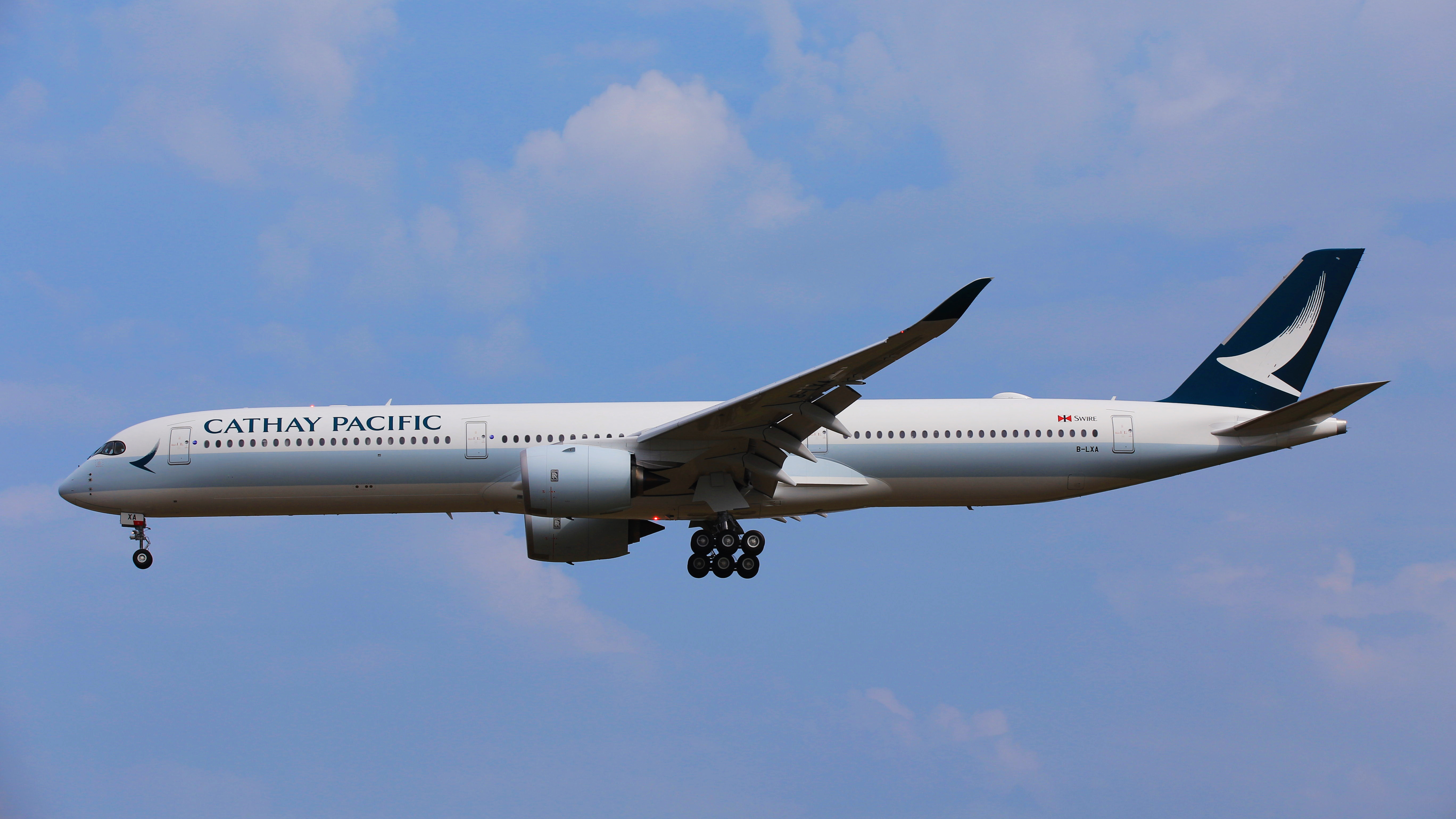
A350-1000